# Cunaxoides ulcerosus
Cunaxoides ulcerosus är en spindeldjursart som beskrevs av Kuznetzov och Livshitz 1979. Cunaxoides ulcerosus ingår i släktet Cunaxoides och familjen Cunaxidae. Inga underarter finns listade i Catalogue of Life.